# Robin Day (journaliste)
Pour les articles homonymes, voir Robin Day.
Sir Robin Day, né le 24 octobre 1923 et mort le 6 août 2000, est un journaliste politique anglais et animateur de télévision et de radio.

## Jeunesse
Robin Day est le plus jeune de sa fratrie. Il naît à Hampstead Garden Suburb à Londres.

## Carrière journalistique
Après deux ans au barreau, Day abandonne et passe un an avec les services d'information britanniques aux États-Unis. Il est brièvement employé, à titre temporaire, par BBC Radio et rejoint en 1955 la toute nouvelle Independent Television News. Day fait partie des premiers journalistes télé à poser des questions directes et avec poigne.

## Mort
Day meurt de complications cardiaques le 6 août 2000 vers 21 h à l'âge de 76 ans au Wellington Hospital de Londres.

## Publications
- Television: A Personal Report (1961)
- Day by Day: A Dose of My Own Hemlock (1975) (autobiographie)
- The Media and Political Violence, par Richard Clutterbuck (en) (1983; avant-propos écrit par Day)
- The Grand Inquisitor (1989) (autobiographie)
- ... But with Respect (1993) (transcriptions d'entretiens)
- Speaking for Myself (1999) (recueil de discours)